# 羅大中事件
羅大中事件是指發生在1996年7月19日，中華民國陸軍駐守於小金門湖井頭的158師473旅步6營步1連志願役連長羅大中上尉，服役期間自殺身亡的案件，為台灣軍中人權事件。

## 事件經過
羅大中，花蓮人，陸軍官校六十一期正期生，在校期間因學、術科表現優異，通過官校校方徵選後，取得交換學生資格赴美國軍校進修，畢業自美返臺後，由於一流的語文能力與軍事專業素養，深獲長官的好評和期許，不久即奉派小金門湖井頭營區擔任第一線據點連長，官校同袍皆視此職務安排為軍方高層有意栽培羅大中。
民國八十五年七月十九日清晨五點三十分左右，羅大中在營區連長辦公室內，以一把國造制式四五手槍對自己的頭部開槍自戕，當場傷重死亡。經軍方調查結果，認為羅大中當時負責營區一棟兩層樓建築物監工，而158師師長林肇成、副師長、參謀長等各級長官，為了應付七月十九日上午陸軍總司令湯曜明的視察，輪流對羅大中言語施壓；因受上級長官責罵，自覺工作壓力過大，又對自我期許過高，一時想不開而飲彈自盡。